# 貝林山
85°40′S 161°4′W / 85.667°S 161.067°W
貝林山（Mount Behling），是南極洲的山峰，位於阿蒙森海岸，處於埃爾斯沃思山以北9公里，屬於毛德王后山脈的一部分，海拔高度2,190米，現時由南極條約體系管理。